# Kronologija hrvatskog veslanja
Ovdje je data kronologija veslanja u Hrvatskoj, kako je prikupio i uredio Rudolf Starić za časopis Veslanje. Zbog usporedbe u popisu su i neka događanja iz svjetske povijesti.
- 1315. Prva poznata u povijesti održana regata - Venecija
- 1603. Održana prva regata na Korčuli, 24. lipnja
- 1642. Održana prva poznata regata na Malti
- 1715. Utrka profesionalaca lađara na Themsi, Dodgget's Cost and Badge
- 1756. Woringspoint Boat Match - Irska
- 1767. Međugradska regata Splićana i Makarana od otoka Mrdulja kod Splita
- 1768. Regatta at Nathon-on-Thames
- 1806. Na rođendan Napoleona I održano natjecanje u Zadru, 12. kolovoza
- 1825. Međumjesno natjecanje Splita, Makarske, Hvara i još četiri mjesta, 7. svibnja
- 1829. Održana prva utrka osmeraca između Oxforda i Cambridgea
- 1870. Osnovano Društvo za veslanje i ribarenje u Osijeku
- 1872. U Zagrebu osnovano "Prvo hrvatsko veslačko i ribarsko društvo", 9. lipnja
- 1882. U Zadru pučko natjecanje guca i gajeta, 14. svibnja
- 1885. Osnovan "Circolo Cannottieri Dalmazia" u Zadru
- 1885. Osnovana veslačka sekcija "Hrvatskog sokola" u Zadru
- 1885. Osnovana veslačka sekcija "Hrvatskog sokola" u Zagrebu
- 1885. Osnovan "Club Parentino cannottieri" i Poreču
- 1885. Osnovan "Societa Nautica Istria" u Poreču
- 1886. Osnovan klub "Pietas Julia" u Puli, 15. listopada
- 1888. Osnovan veslački klub u Rovinju
- 1888. U Rijeci osnovan klub "Cannottieri Quarnero"
- 1889. Osnovan Jadranski veslački savez u Trstu. Pristupili klubovi iz Zadra, Pule, Poreča, Izole i Trsta. Kao austrougarski klubovi suosnivači su Svjetske veslačke federacije (FISA) 1892. u Torinu.
- 1890. U Splitu osnovan "Rowing and Yachting Club Andria", 20. srpnja
- 1891. U Zadru osnovan klub "Il Circolo Nazionale"
- 1892. U Puli osnovan klub "Serenissima"
- 1892. U Rijeci osnovan "Cannottieri Fiumani Eneo"
- 1892. U Osijeku osnovan klub "Drava"
- 1896. U Karlovcu osnovan veslački klub, 16. veljače
- 1900. U Zadru osnovan klub "Diadora"
- 1901. U Zadru osnovan klun "Zara"
- 1901. U Osijeku osnovan veslački klub "Dunav"
- 1905. U Osijeku osnovan veslački klunb "Galeb"
- 1905. U Zadru osnovan veslački klub "Societa Juventus Iadertina"
- 1907. U Osijeku osnovan veslački klub "Neptun"
- 1908. U Zadru osnovan veslački klub "Jadran"
- 1908. U Karlovcu osnovana veslačka sekcija Olimpije
- 1909. U Zagrebu osnovan Hrvatski športski savez, 8. listopada[1]
- 1910. U Rijeci osnovana HVK "Vila"
- 1911. U Rijeci osnovan HVK "Velebit"
- 1910. U Osijeku osnovan VK "Drava"
- 1912. U Zagrebu osnovan "Hrvatski veslački klub" (HVK), 19. ožujka
- 1912. U Vukovaru osnovan VK "Vukovar", 11. svibnja
- 1912. U Crikvenici osnovan veslački klub
- 1913. U Zagrebu osnovan VK "Macabi", 23. ožujka
- 1914. U Splitu osnovan HVK "Gusar"
- 1914. Osnovan stručni odbor za veslanje pri HŠS u Zagrebu radi učlanjenja Trojedne Kraljevine Hrvatske u FISA. Članovi su VK "Neptun" (Osijek), HVK (Zagreb) i VK "Jadran" (Zadar).
- 1918. 1. kolovoza obnovljen rad Hrvatskog športskog saveza nakon I. svjetskog rata u Zagrebu.
- 1919. U Vukovaru osnovana veslačka sekcija "Hrvatskog sokola", 9. travnja
- 1919. Osnovan Olimpijski komitet bivše Kraljevine SHS
- 1920. U Splitu osnovana veslačka sekcija "Baluni"
- 1920. U Splitu osnovan pomorski športski klub "Firule" s veslačkom sekcijom
- 1921. U Makarskoj osnovan veslački klub "Biokovo"
- 1921. U Karlovcu osnovana veslačka sekcija SK "Olimpija"
- 1921. Obnovljen rad JPSK "Gusar" u Splitu
- 1922. U Opatiji djeluje VK "Opatija", prije "Abazzia" (nije poznat datum osnivanja prije I. svjetskog rata)
- 1922. Osnovan Jugoslavenski veslački savez na inicijativu hrvatskih klubova, 14. kolovoza u Ljubljani
- 1922. Zadar Rapalskim ugovorom dolazi pod Italiju, a VK "Jadran" je rasformiran. U Zadru ostaje djelovati samo "Diadora"
- 1922. U Vukovaru osnovan VK "Vukovar", 1. srpnja
- 1922. U Sušaku osnovan JSPK "Jadran" umjesto "Vele" i "Velebita"
- 1923. U Dubrovniku osnovan VK "Neptun", 16. travnja
- 1923. U Šibeniku osnovana VK "Krka", 1. studenog, na inicijativu Zadrana
- 1923. U Zagrebu osnovan VK "Gusar", 17. lipnja
- 1924. Na Visu osnovan VK "Greben"
- 1924. U Dubrovniku osnovana veslačka sekcija GOŠK-a
- 1924. U Zurichu prvi nastup hrvatskih veslača na Prvenstvu Europe
- 1925. U Osijeku osnovan VK "Barkhaba"
- 1926. U Senju osnovan VK "Uskok"
- 1927. U Omišu osnovan VK "Slavija"
- 1930. U Zagrebu osnovan JVK "Uskok", 1. lipnja
- 1932. U Osijeku osnovan VK "Gusar"
- 1932. U Osijeku osnovan VK "Drava" (treći klub)
- 1932. U Slavonskom Brodu osnovan VK "Sava"
- 1935. U Karlovcu osnovan VK "Korana", 9. veljače
- 1935. U Zagrebu osnovan VK "Sava" (današnja Croatia)
- 1936. Hrvatski veslači prvi put nastupili na Olimpijskim igrama u Berlinu
- 1940. U Zagrebu održano Prvo prvenstvo Hrvatske (Banovine), na Savi, 29. srpnja
- 1940. U Podsusedu osnovan VK "Podsused"
- 1940. – 1944. Održano je svake godine na Savi prvenstvo Hrvatske, klubova središnje i istočne Hrvatske. Naredbom talijanskog prefekta za Dalmaciju svi dalmatinski rasformirani su, jer nisu htjeli biti odjeljci tzv. športske fašističke stranke. Krajem jeseni 1944. osnovan HVK "Gusar" u Splitu.
- 1945. Prvo prvenstvo Hrvatske na Savi u zagrebu nakon II. svjetskog rata, u kolovozu
- 1946. Osniva se Vk "Mladost" kao sekcija i dolazi do fuzije s VK "Akademičar"
- 1948. Veslači su organizirani do tada u sekcijama pri športskim društvima na temelju odluke FISAOJ-a
- 1948. U listopadu je osnovan Veslački savez Hrvatske u Zagrebu
- 1948. Utemeljen VK "Bura" u Makarskoj, ranije "Biokovo"
- 1948. Utemeljen Vk "Ošjak" u Veloj luci, jedno vrijeme pod imenom "Hajduk"
- 1948. Osnovan VK "Gusar" u Splitu
- 1948. Ponovno utemeljen VK "Vukovar"
- 1948. Utemeljen VK "Viktoria", nešto kasnije VK "Istra" u Puli
- 1948. Ponovno utemeljen VK "Drava" u Osijeku
- 1949. U Dubrovniku utemeljen VK "Jug". Kasnije preuzima staro ime "Neptun"
- 1949. U Splitu utemeljen VK "Mornar", 22. veljače
- 1949. U Zagrebu utemeljen VK "Sloga", prije "Trnje"
- 1949. U Rijeci ponovno utemeljen VK "Jadran"
- 1949. Ponovno utemeljen VK "Neptun" u Dubrovniku
- 1949. Utemeljen Vk "Istra", kasnije "Opatija" u Opatiji
- 1949. Ponovno utemeljen VK "Korana" u Karlovcu
- 1950. Utemeljen Vk "Jadran" u Zadru
- 1950. ponovno utemeljen VK "Krka" u Šibeniku
- 1951. Dolazi do spajanja veslačkih klubova "Drave" i "Borca" u "Osijek"
- 1952. Veslački savez Slavonije osnovan 11. svibnja
- 1952. U lipnju osnovan Veslački savez Zagreba
- 1952. Veslački savez Dalmacije osnovan 2. srpnja u Splitu
- 1953. Utemeljen VK "Lim", kasnije "Arupinum" u Rovinju
- 1954. Utemeljen VK "Mirna" u Poreču, kasnije "Partizan", djeluje do 1969.
- 1954. Utemeljen VK "Partizan" u Zatonu kod Šibenika
- 1956. Vk "Zagreb" iz Zagreba, ranije "Sloboda", uzima svoje definitivno ime.
- 1962. Djeluje VK "Kraljevica" (prvi put spomenut)
- 1964. VK "Sava" iz Zagreba mijenja ime u današnji VK "Trešnjevka"
- 1965. Utemeljen Vk "Partizan", Jasenovac, ali djeluje samo dvije godine
- 1967. Utemeljen VK "Neretvanski gusar" u Metkoviću
- 1970. VK "Osijek" iz Osijeka mijenja ime u VK "Iktus"
- 1971. VK "Sloga" mijenja ime u VK "Croatia"
- 1974. prvi nastup naših veslača na FISA Mastersu u Villachu
- 1978. Utemeljen VK "Jelsa" na otoku Hvaru
- 1990. Ponovno utemeljen Hrvatski športski savez, umjesto SOFK Hrvatske
- 1991. U Zagrebu utemeljen Hrvatski olimpijski odbor (HOO), 10. rujna
- 1991. – 1993. 	Tijekom domovinskog rata potouno ili djelomično uništeni su veslački domovi u Vukovaru, Osijeku, Karlovcu, Zadru, Splitu, Metkoviću i Dubrovniku.
- 1991. U kolovozu održano Prvo prvenstvo Hrvatske u Makarskoj nakon proglašenja neovisnosti Hrvatske. Inaše, to je bilo pedeseto Prvenstvo Hrvatske.
- 1992. Veslački savez Hrvatske je 17. siječnja primljen u Svjetsku veslačku federaciju (FISA)
- 1993. VSH mijenja ime u Hrvatski veslački savez
- 1995. U siječnju osnovan VK "Tisno", prvi u neovisnoj Hrvatskoj
- 1996. U kolovozu utemeljen VK "Vis" na otoku Visu
- 1996. U prosincu u HVS učlanjen VK "Sabljaci" iz Ogulina
- 1997. Na skupštini HVS u Ogulinu, 8. ožujka, primljen HVK "Kašteli" iz Kaštel Kambelovca
- 2000. Na Jarunu u Zagrebu održano FISA Svjetsko veslačko prvenstvo.
- 2002. Osnovan VK "Sava" Zagreb, te 21. listopada VK "Omiš" Omiš
- 2003. U siječnju osnovana VK "Nova" Zagreb, 16. rujna VK "Glagoljaš" iz Omišlja, a 17. rujna VK "Torpedo" Bilje
- 2004. Osnovan VK "Hidrel" Velika Gorica, 30. srpnja
- 2012. Rijeci je dodijeljena organizacija FISA Svjetskog prvenstva u obalnom veslanju, ali su morali odustati zbog nedostatka novca.[2]